# Dumitru Carlaonț
Dumitru Carlaonț (n. 28 octombrie 1887, Miculești, județul Mehedinți, azi în județul Gorj – d. 2 iulie 1970, București) a fost un general român, care a luptat în cel de-al Doilea Război Mondial în Campania din Est. A fost fratele mai mic al generalului Ioan Carlaonț (1885-1952). A fost trecut în rezervă în 22 martie 1945.

## Carieră
Studii militare
- „Școala Militară de Artilerie și Geniu” (1908 - 1910);
- „Școala Superioară de Război” (1919 - 1920).

Grade militare
- 1910 - Sublocotenent
- 1913 - Locotenent
- 1916 - Căpitan
- 1917 - Maior
- 1927 - Locotenent-colonel
- 1934 - Colonel
- 1939 - General de brigadă
- 1942 - General de divizie

### În exercițiul comenzii
Funcții:
- Comandant secund al Diviziei 4 infanterie (10 mai - 30 iunie 1941)
- Comandant militar al municipiului Iași (1 iulie - 26 august 1941)
- Comandant al Diviziei 8 infanterie (26 august 1941 - 10 septembrie 1944)
- Secretar general în Ministerul de Război (11 septembrie - 7 octombrie 1944)
- Comandant al Corpului I teritorial (8 octombrie 1944 - 22 martie 1945)

A fost decorat cu Ordinul Militar „Mihai Viteazul” cl. III „pentru curajul personal, concepția clară și energia cu care a condus operațiunile Diviziei sale, pe timpul dela 9-25 Septemvrie 1941, în luptele pentru cucerirea Odesei”.
A fost numit pe 11 septembrie 1944 în funcția de secretar general al Ministerului de Război, în locul generalului de divizie Vintilă Davidescu. A îndeplinit această funcție până la 1 octombrie 1944, când a fost înlocuit cu generalul de brigadă Ion Eftimiu.

### Controverse și acuzații postbelice
Imediat după numirea în calitate de secretar general al Ministerului de Război, a fost acuzat în Consiliul de Miniștri din 11 septembrie 1944 că ar fi patronat masacrele împotriva evreilor în 1941 în timp  ce era comandant militar al municipiului Iași. Acesta a solicitat ministrului de război să ordone cercetarea acuzațiilor. Acuzele au continuat și în garnizoana Craiova după numirea la 8 octombrie 1944 în funcția de comandant al Corpului I Teritorial. Generalul Constantin Sănătescu, ministru interimar de război, i-a comunicat pe 18 noiembrie 1944 prin intermediul generalului Ilie Crețulescu, subsecretar de stat al Armatei de Uscat, că „nu este cazul să intrăm în polemică”.
La sfârșitul lunii decembrie solicită din nou efectuarea de cercetări pentru a opri aceste „grave calomnii”. Generalul Vasile Atanasiu, inspectorul general al Artileriei, raporta ministrului de război la 9 ianuarie 1945 că „în timpul evenimentelor tragice de la Iași, din perioada 26-29 iunie 1941, generalul Carlaonț se afla la București unde îndeplinea funcția de comandant secund al Diviziei 4 Infanterie” trăgând concluzia că „toate acuzațiile sunt complet neîntemeiate și cred că sunt ori porniri contra generalului Carlaonț, ori contra ofițerilor și oștirii pe care caută a o defăima”.
Colonelul Constantin D. Chirilovici, fost chestor de poliție al municipiului Iași declara la 21 februarie 1945:
„Domnia sa a fost întradevăr sever, dar drept cu toată lumea. Cred și sunt convins că numai un comandant militar cu calitățile domniei sale excepționale a putut restabili ordinea cea mai desăvârșită în Iași, în acele timpuri critice, când nemții se dedau la dezordini și când Iașiul, care se găsea în zona de operații, avea nevoie de liniște și ordine.”
Vasile Atanasiu aprecia că acuzele că generalul ar fi ordonat judecarea cetățenilor sovietici pentru „spionaj, defetism, comunism etc.” și că ar fi deportat evrei în Transnistria erau „complet neîntemeiate”, deoarece „nu avea calitatea, prin funcția ce avea, să judece, nici să ordone execuții” aducând ca dovezi declarațiile evreilor Leon și Eugenia Berman din Cernăuți. De asemenea, „n-a avut nici o legătură nici cu deportările, nici cu ghetourile”, acestea fiind de competența Guvernământului Bucovinei.
Cu toate acestea, generalul Dumitru Carlaonț a fost pe lista criminalilor de război în Jurnalul Consiliului de Miniștri nr. 188/29.01.1945 și arestat în 28 februarie. La 8 martie 1945 acuzatorul public Mihail Popilian emitea Ordonanța nr. 10 pentru efectuarea cercetărilor în legătură cu „măsurile discriminatorii, înființări de lagăre și ghetouri în timpul cât a funcționat în orașul Iași și, în general, fapte care să stabilească vreo infracțiune prevăzută de Legea nr. 50/1945 pentru urmărirea și pedepsirea criminalilor și profitorilor de război”. Prin Ordonanța de scoatere de sub urmărire din 31 august 1945, emisă de acuzatorul public Dumitru Săracu, se consemna că nu există caz de urmărire și  și propunea scoaterea de sub urmărire a acuzatului general Dumitru Carlaonț, iar prin Jurnalul Consiliului de Miniștri nr. 1252 din 15 septembrie 1945, era dispusă eliberarea imediată.
Pe 30 octombrie 1948, generalul a fost arestat din nou fiind acuzat că nu a făcut cunoscut autorităților informațiile privind organizațiile care urmăreau „să răstoarne prin complot forma constituțională a R.P.R.”. A fost judecat, dar a reieșit că nu a fost implicat în organizația condusă de Ștefan Tomescu și generalul Curta Olimpiu fiind achitat prin Sentința nr. 76 din 28 ianuarie 1950.
La 11 aprilie 1950 Parchetul Curții București, Cabinetul I instrucție criminali de război emite mandat de arestare acuzându-l că „a săvârșit crima contra umanității prin aceea că, după puțin timp ce țara a fost târâtă în războiul nedrept, în calitate de comandant militar al orașului Iași, trimis pentru restabilirea ordinei și asigurarea vieții cetățenilor, n-a luat nici o măsură, ci, sub masca unor pretinse măsuri de ordine și securitate pentru populația evreiască, a contribuit la masacre de proporții, în care și-au găsit moartea câteva mii de oameni din rândul populației pașnice evreiești”. Practic, erau reluate acuzațiile pentru care fusese achitat în 1945.
Parchetul Curții București emite Rechizitoriul de urmărire nr. 97 din 13 aprilie 1950 dispunând trimiterea sa în judecată. Este judecat în vara anului 1951 și, prin Decizia penală nr. 1630 din 13 iunie a fost condamnat în contumacie la 12 ani muncă silnică și 10 ani de degradare civică. A luat cunoștință de condamnarea sa târziu deoarece își schimbase domiciliul. După apariția decretului de amnistie din 1955, la 10 octombrie cere prin avocat anularea deciziei Curții București și încetarea urmăririi sale. La 1 noiembrie 1955 contestația este judecată de Tribunalul Capitalei, Colegiul I penal care a dispus încetarea urmăririi penale constatând că procedura de anunțare a condamnării din 1951 nu respectase dispozițiile valabile la acea dată, că generalul locuise cu acte în regulă la noul domiciliu de la data de 1 august 1950 și că „faptele puse în sarcină nu mai pot fi pedepsite, întrucât prin art. 9 din Decretul nr. 421/1955 s-a abrogat Legea nr. 291/1947 cât și Decretul nr. 207/1948”.
În această perioadă generalul „s-a recalificat” devenind zidar.
La 18 februarie 1959, Direcția anchete penale din Ministerul de Interne a emis un nou mandat de arestare învinuindu-l de „crimă de activitate intensă împotriva clasei muncitoare și mișcării revoluționare” considerând că arestarea sa „este reclamată de interesele de securitate ale statului”. I se impută prin Ordonanța de punere sub învinuire din 8 martie că începând cu anul 1956, împreună cu alte persoane, printre care generalii Gheorghe Potopeanu și Gheorghe Zamfirescu „comentau o serie de știri calomnioase ascultate la posturile de radio imperialiste și o serie de zvonuri tendențioase care circulau cu privire la schimbarea formei de guvernământ din R.P.R”.
Tribunalul Militar al Regiunii 3 militare l-a condamnat la 21 martie 1960 la 7 ani muncă corecțională, la 4 ani interdicție corecțională și confiscarea totală a averii pentru „uneltire contra ordinii sociale”. Recursul s-a judecat la 3 mai 1960, la Tribunalul Suprem, Colegiul militar, care i-a redus pedeapsa la 1 an și 2 luni închisoare corecțională și a dispus eliberarea sa, având în vedere că perioada cât a fost în arest depășea durata pedepsei.
A fost eliberat de la Jilava la 12 mai 1960.

## Decorații
- Ordinul „Coroana României” în gradul de Comandor (8 iunie 1940)[8]
- Ordinul „Mihai Viteazul” cl. III (12 februarie 1942)[1]